# David en Joab
David en Joab is een hoorspel van Anton Quintana. De NCRV zond het uit op maandag 17 april 1967. De muzikale omlijsting werd verzorgd door Cecilia van Ham (harp) & Wim de Goey (slagwerk). De regisseur was Johan Wolder. Het hoorspel duurde 48 minuten.

## Rolbezetting
- Dick Scheffer (David)
- Paul van der Lek (Joab)
- Rob Geraerds (Saul)
- Hans Karsenbarg (Abner)
- Joris Bonsang (Jonathan)
- Paula Majoor (Mikal)
- Alex Faassen sr. (een kamerdienaar)
- Nora Boerman (een vrouw)
- Martin Simonis (een muzikant)
- Cees van Ooyen (een ijlbode)
- Donald de Marcas (een wapendrager)

## Inhoud
De oude koning David zoekt in de vroege morgen warmte bij het haardvuur van zijn kamerdienaar. In gedachten trekt zijn leven aan hem voorbij, een leven dat een spoor van bloed heeft nagelaten van talloze veldslagen. Hij heeft een rijk gegrondvest als koning en bouwheer, maar bovenal is hij soldaat gebleven. Maar waar het zwaard heerst, heerst nog geen vrede. Zijn koningshuis staat midden in een orkaan ben zijn opvolger zal niet de eerste koning zijn die zich verbijsterd afvraagt hoe het tot zo’n verwoesting kon komen. Israël is door heidenen omringd en in zichzelf verdeeld. De wijze koning Salomon zal pas de vrede kunnen stichten die het land nodig heeft. David zelf zal er niet meer in kunnen slagen. In zijn ouderdom verlangt hij ernaar zich bij zijn dierbare doden te kunnen voegen, die hem in zijn leven nooit rust hebben gegund. Zijn God, de God van het oude testament, was een toornige God die oordeelde volgens de wet van oog om oog, tand om tand. Iedere misstap die David beging, werd zonder pardon aan hem gewroken. Lankmoedigheid jegens een vijand gold als een ernstig vergrijp tegen eigen bloed. Het besef dat God de God van de vrede kon zijn, was niet minder dan een ontdekking voor hem…